# Empodisma gracillimum
Empodisma gracillimum là một loài thực vật có hoa trong họ Restionaceae. Loài này được (F.Muell.) L.A.S.Johnson & D.F.Cutler mô tả khoa học đầu tiên năm 1973.